# Dallia
Dallia – rodzaj małych ryb szczupakokształtnych z rodziny muławkowatych (Umbridae), dawniej klasyfikowany w randze rodziny daliowatych (Dalliidae).

## Klasyfikacja
Gatunki zaliczane do tego rodzaju:
- Dallia admirabilis
- Dallia delicatissima
- Dallia pectoralis – dalia[2], czarna ryba[2]

Gatunkiem typowym jest Dallia pectoralis.